# Królestwo Laosu

Pałac królewski w Luang Prabang

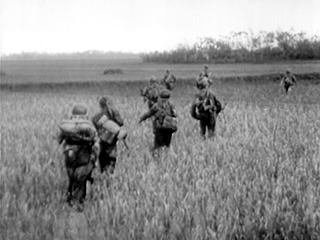
Wojska francuskie wycofujące się z Laosu

Królestwo Laosu (laot. ພຣະຣາຊອານາຈັກຣ໌ລາວ, fr. Royaume du Laos) – niepodległe państwo w Azji Południowo-Wschodniej, istniejące od lipca 1954 do grudnia 1975, kiedy siły Pathet Lao obaliły rząd i utworzyły Laotańską Republikę Ludowo-Demokratyczną. Po otrzymaniu autonomii w ramach federacyjnych Indochin Francuskich w 1949, franko-laotański traktat z 1954 ostatecznie tworzył niepodległe państwo ze stolicą w Luang Prabang. Władcami niezależnego Królestwa Laosu byli: król Sisavang Vong (1954–1959), a następnie jego syn – król Savang Vatthana (1959–1975). W okresie królestwa walczyły o władzę w Laosie trzy odrębne siły polityczne: umiarkowani, na czele których stał książę Souvanna Phouma, prawica księcia Boun Oumy z Champasak i lewica – wspierany przez Wietnamczyków Patriotyczny Front Laosu (Pathet Lao) księcia Souphanouvonga i przyszłego premiera Kaysone’a Phomvihana.

## Rząd królestwa
Zgodnie z postanowieniami traktatu francusko-laotańskiego władzę w kraju objął Rząd Królestwa Laosu. Powstała monarchia konstytucyjna, gdzie królem został Sisavang Vong, a premierem książę Souvanna Phouma. Stolicą królestwa zostało miasto Luang Prabang. Francja zobowiązywała się do obrony Laosu przed spodziewaną inwazją wojsk północnowietnamskich.
Souvanna Phouma podejmował liczne wysiłki na rzecz utworzenia rządu koalicyjnego: w 1958 roku powstał z jego inicjatywy Rząd Jedności Narodowej, ale przetrwał zaledwie kilka miesięcy. Premier, który zgodnie z konstytucją mianował ministrów spośród kandydatów opiniowanych przez króla, zawarł porozumienie ze swym bratem przyrodnim, księciem Souphanouvongiem: Souvanna Phouma dał komunistom dwa fotele ministerialne, w zamian za co Souphanouvong wcieli jedną czwartą ze swych sześciotysięcznych oddziałów komunistycznych do Armii Królewskiej. Souphanouvong otrzymał ministerstwo planowania, rekonstrukcji i urbanizacji, zaś inny członek kierownictwa Partii Komunistycznej został ministrem religii i sztuki. Komuniści wkrótce uznali, że dostali za mało i zerwali współpracę, a jeden z wcielonych do armii batalionów Pathet Lao zdezerterował i przeszedł przez granicę do Wietnamu Północnego, co spowodowało aresztowania szeregu działaczy komunistycznych, w tym Souphanouvonga i eskalacje walk wewnętrznych.
Wraz z upadkiem rządu koalicyjnego Stany Zjednoczone zaczęły poważnie interesować się Laosem. W związku z tym jednak, że zgodnie z postanowieniami konferencji genewskiej po upadku Dien Bien Phu (1954) pomoc i doradztwo wojskowe ze strony sił zewnętrznych zostało w Indochinach zakazane, władze w Waszyngtonie utworzyły cywilne Biuro Szacowania Programów (ang. Programs Evaluation Office w skrócie PEO) w Wientianie.
Rząd Laosu utrzymywał bliskie kontakty z USA. Król Savang Vatthana odwiedził Stany Zjednoczone w 1963 roku, by spotkać się z prezydentem Kennedym, który w odniesieniu do Laosu kontynuował politykę swego poprzednika, prezydenta Eisenhowera. Laos był również wspierany przez Francję, Australię, Birmę, Tajlandię i Japonię.

## Siły zbrojne
Siły zbrojne Królestwa Laosu (fr. Armeé Nationale Laotiene, w skrócie ANL, a od 1959 roku Forces Armeé Laotiene, FAL) dzieliły się na Królewską Armię Laosu (Royal Lao Army – RLA), Królewską Marynarkę Laosu (Royal Lao Navy – RLN) i Królewskie Lotnictwo Laosu (Royal Lao Air Force – RLAF) i były podporządkowane ministerstwu obrony w Wientianie.
Wraz z upadkiem rządu koalicyjnego Laos stał się obiektem zainteresowania Stanów Zjednoczonych, które wyposażyły RLN w dwadzieścia rzecznych kutrów patrolowych i szesnaście jednostek desantowych, trwała też powolna rozbudowa RLAF z główną bazą w Savannakhét. Pomiędzy 1962 i 1971 rokiem USA dostarczyły władzom Laosu około 500 milionów USD pomocy wojskowej, nie licząc kosztów wyposażenia i wyszkolenia oddziałów paramilitarnych i nieregularnych (partyzantki antykomunistycznej). Do tych ostatnich należały utworzone w 1961 roku kompanie Samoobrony d’Choc (ADC) górskiego plemienia Hmong, zajmujące się m.in. osłanianiem prymitywnych lotnisk na północy Laosu.
W lipcu 1959 roku do Laosu skierowany został zespół szkoleniowców Sił Specjalnych Armii Stanów Zjednoczonych (ang. US Army Special Forces Mobile Training Team). Grupa instruktorów (nazwa kodowa HOTFOOT), wraz z doradcami francuskimi, działała w pięciu regionalnych ośrodkach szkoleniowych.

## Wojna i upadek

### Doradcy
Niemal w chwili przybycia do Laosu zespołu HOTFOOT siły Pathet Lao, wspierane przez Ludową Armię Wietnamską (LAW), zaatakowały garnizony w prowincji Sam Neua. Siły rządowe wysłały na miejsce znaczne posiłki, które miały przewagę nad komunistami, ale poniosły dotkliwą porażkę. Okazało się, że szkolenie Laotańczyków było źle prowadzone, a instruktorzy niewystarczająco przygotowani.

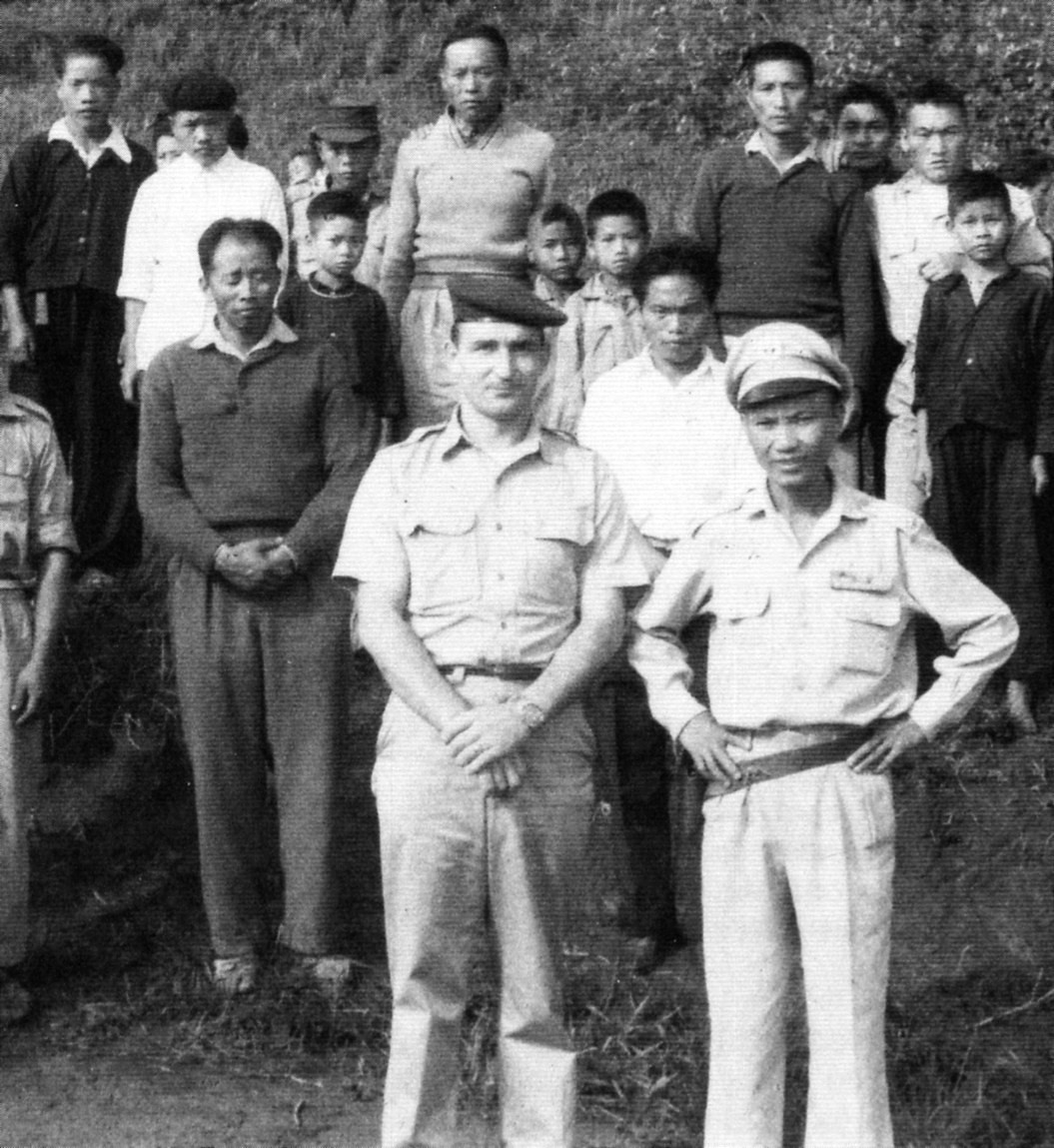
Doradca z zespołu HOTFOOT 2 w Laosie

W grudniu 1959 roku drugi kontyngent instruktorów USSF (HOTFOOT 2) zastąpił pierwszą grupę. Bataliony FAL zaczęły przepływać przez obozy treningowe i wykazywać nieznaczną poprawę w wyszkoleniu i dyscyplinie. I właśnie w chwili, gdy kampania antykomunistyczna zaczęła przynosić pierwsze sukcesy, najlepszy oddział FAL – 2. Bataillon Parachutiste – prowadzony przez zastępcę dowódcy, kpt. Konga Le’a, dokonał w sierpniu 1960 roku udanego zamachu stanu (coup d’état) w Wientianie. Kong Le ogłosił się „neutralistą” i wezwał wszelkie siły obce – a zwłaszcza amerykańskich doradców – do opuszczenia kraju. Pathet Lao, widząc tu szansę dla siebie, udzieliła zamachowcom poparcia, ale większość oficerów FAL, skupionych wokół gen. bryg. Phoumiego Nosavana, zaczęła w bazie w Savannakhét przygotowywać kontruderzenie. Pod koniec listopada siły Phoumiego (piechota, artyleria, pojazdy desantowe i pancerne) zaczęły marsz na Wientian, podczas gdy na tyłach buntowników lądował 1 Bataillon Parachutiste i zajął miejscowość Chinaimo. Po ciężkich walkach o miasto gen. Phoumi zwyciężył w połowie grudnia, ale spadochroniarze Konga (wspierani przez Pathet Lao i baterię wietnamskich haubic 105mm) wycofali się w zupełnym porządku i nagłym manewrem zajęli strategicznie ważny Płaskowyż Urn.
Wobec ciągłych niepowodzeń bataliony FAL zostały połączone – po trzy – w związki wielkości pułków zwane Grupami Mobilnymi (GM) z sześcioosobowymi zespołami instruktorów HOTFOOT przy każdej. Znacznie lepiej niż FAL radzili sobie ludzie z plemienia Hmong pod dowództwem ppłk. Vanga Pao. Ich stuosobowe kompanie ADC, zaopatrywane z powietrza przez Air America, z powodzeniem zwalczały siły Pathet Lao na północy kraju, rozpoczynając tzw. tajną wojnę. Zaalarmowany doniesieniami CIA o gwałtownym rozszerzeniu się strefy działań zbrojnych w Laosie prezydent Kennedy, który jeszcze w kwietniu 1961 roku zdecydował się na zmianę „cywilnej” PEO w Military Assistance Advisory Group (MAAG), teraz przez kilka godzin namawiał generałów, by stacjonujące w Tajlandii bombowce B-26 zbombardowały koncentrację sił Konga na Płaskowyżu Urn. Sprzeciw Kongresu zapobiegł eskalacji konfliktu i w pierwszym tygodniu maja zawarte zostało w Laosie zawieszenie broni. Tymczasem formacja HOTFOOT została przemianowana na Polowy Zespół Szkoleniowy Białej Gwiazdy (ang. White Star Field Training Team), a szkoleniowcy i doradcy otrzymali prawo noszenia amerykańskich mundurów, nawet w czasie akcji zbrojnych.

### Wojna i polityka
Gdy druga próba zawiązania Rządu Jedności Narodowej przez księcia Souvanna Phoumę zakończyła się w 1962 roku niepowodzeniem, a znaczne siły Wietcongu uderzyły na górali z plemienia Hmong, sytuacja stała się na tyle groźna, że lansujące teorię domina Stany Zjednoczone postanowiły czynnie włączyć się w działania przeciw siłom komunistycznym. Rozpoczęła się tzw. „tajna wojna”, w czasie której siły amerykańskie brały udział w walce, ale oficjalnie zachowywały neutralność. Tak miało być aż do końca konfliktu w Laosie. Pierwszą widoczną zmianą było dostarczenie RLAF w sierpniu 1963 roku czterech, a wiosną roku następnego dalszych dwudziestu czterech samolotów T-28 Trojan. Prezydent Lyndon Johnson był zdeterminowany wyprzeć komunistów z Laosu. Odpowiedzią była ofensywa Forces Armeé Royales (FAR, nowa nazwa nadana FAL we wrześniu 1961) latem 1964 roku mająca oczyścić drogę nr 13 łączącą Wientian z Luang Prabang. Ofensywa ta zakończyła się całkowitym powodzeniem, ale z początkiem 1965 roku generałów z pól bitew odciągnęła sytuacja polityczna. Generał Kouprasith Abhay, komendant V Okręgu Wojskowego, zgromadził swych zwolenników i obalił urzędujący gabinet powodując ucieczkę członków i zwolenników rządu do Tajlandii. Wśród tych, którzy musieli szukać azylu za granicą był gen. Phoumi Nosavan – najbardziej znacząca postać w polityce i armii od początku lat sześćdziesiątych. Polityczne ambicje i rywalizacja osobista w szeregach generalicji tłumaczą słabość laotańskiej armii. W rezultacie jedynymi oddziałami, mogącymi równoważyć siły komunistów, były paramilitarne oddziały tworzone i szkolone na zlecenie i za pieniądze ambasady Stanów Zjednoczonych.

### Antykomunistyczna partyzantka

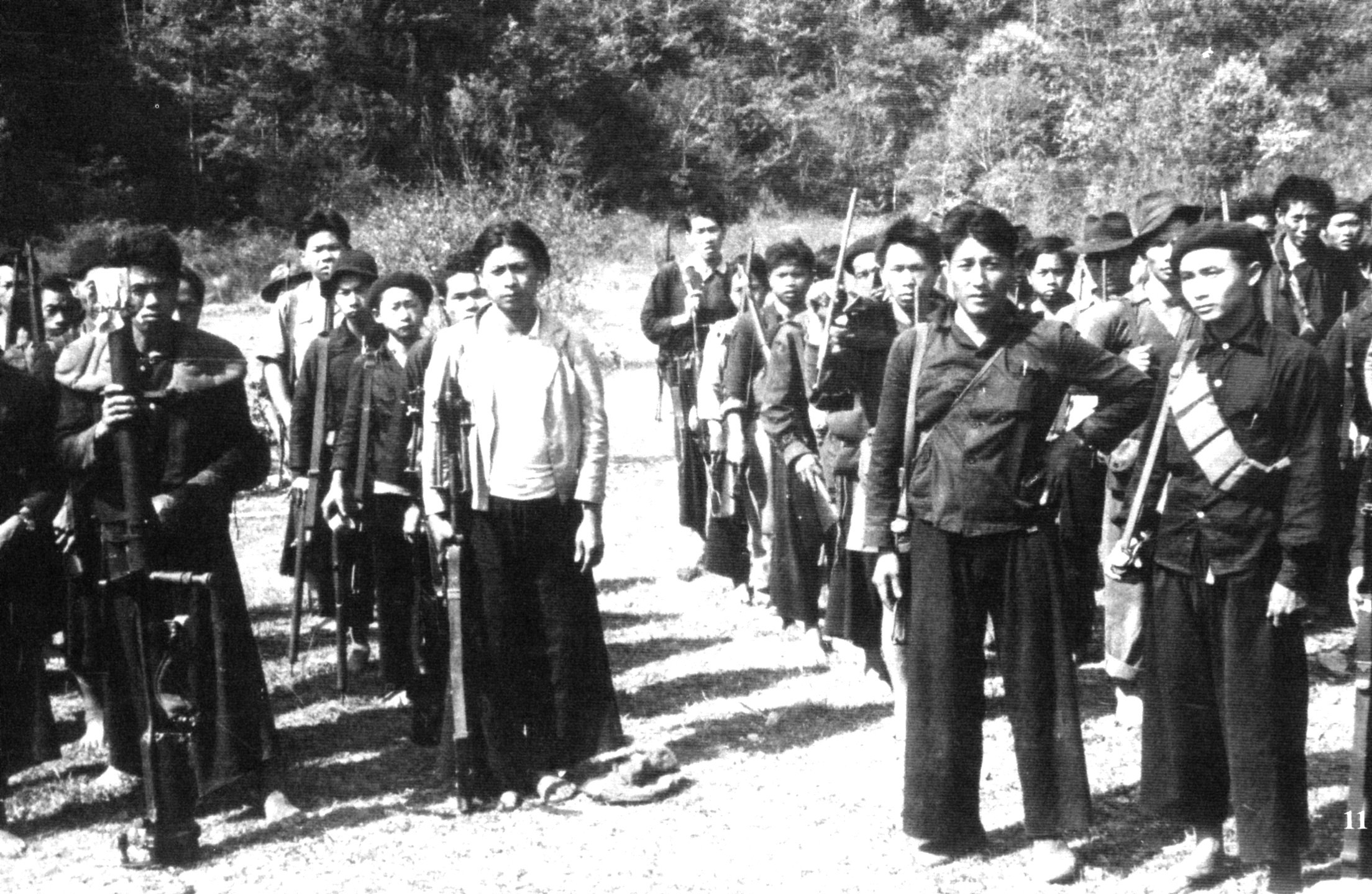
Partyzanci z plemienia Hmong

Podobnie jak w przypadku FAR rekrutacja oddziałów paramilitarnych związana była z poszczególnymi okręgami wojskowymi. Każdy okręg miał odmienne cechy charakterystyczne:
1 Okręg Wojskowy (w skrócie MR 1) dzielił się na dwie (później trzy) strefy: Strefę Północno-Zachodnią w oparciu o wioskę Nam Yu i Północno-Wschodnią z siedzibą w Luang Prabang – najbardziej zróżnicowaną etnicznie z oddziałami partyzanckimi formowanymi przez plemiona Mien (Yao), Lao Theung, Lu i kilka innych. W związku z taką różnorodnością etniczną i górską charakterystyką terenu program rozbudowy sił paramilitarnych strefy ograniczony został do organizowania niewielkich zespołów zwiadowczych. Jeden z tych zespołów o nazwie FOX powstał w plemieniu Mien w 1966 roku i prowadził działania wywiadowcze dalekiego zasięgu, nawet na obszarze południowych Chin.
W MR 2 program paramilitarny zasadzał się na ADC plemienia Hmong istniejących od 1961 roku. We wczesnych latach sześćdziesiątych XX wieku kilka kompanii Hmongów zostało wysłanych na przeszkolenie bojowe do Tajlandii. W 1963 roku kompanie te zostały połączone w Specjalnym Batalionie Partyzanckim Nr 1 (w skrócie SGU 1), którego centrum mieściło się w wiosce Long Cheng na południowy zachód od Płaskowyżu Urn. W 1965 roku cztery bataliony SGU utworzyły MR 2, a w roku następnym ich centrum szkoleniowe powstało w Muong Cha, na południe od Płaskowyżu Urn. Wreszcie w 1967 roku Vang Pao, który został w grudniu 1963 roku mianowany generałem brygadierem uformował z trzech takich batalionów tzw. Groupement Mobile 21 (w skrócie GM 21). Władze, które korzystały z zaopatrzenia dostarczanego drogą powietrzną przez Air America i Bird & Son (od 1965 Continental Air Services, Inc.) wykorzystywały bataliony SGU do działań ofensywnych w prowincjach Xieng Khouang i Sam Neua w porze deszczowej. W porze suchej partyzanci znikali w dżungli, jedynie prowadząc obserwację działań Pathet Lao i wojsk wietnamskich ponownie zajmujących tereny utracone w dobie monsunów.
MR 3 na wschodzie kraju był okręgiem najtrudniejszym, bowiem obejmował swym zasięgiem Szlak Ho Chi Minha, a więc był opanowany przez regularne wojska LAW. By móc skutecznie walczyć przeciw Wietnamczykom, działalność paramilitarna w tym okręgu została rozbita na trzy rodzaje zespołów: uderzeniowych, wywiadowczych i obserwacyjnych. Siedziba główna sił MR 3 znajdowała się w Naseng, południowym przedmieściu Savannakhet. Centra szkoleniowe znajdowały się na południe i północ od miasta. Koszary o nazwie Whiskey-Three mieściły się na wschód od Savannakhet. Wraz ze wzrostem aktywności Wietnamczyków na szlaku rosła również aktywność batalionów partyzanckich oraz lotnictwa laotańskiego, wspieranego od 1967 roku przez Amerykanów i pilotów-ochotników z Tajlandii.
MR 4, podobnie jak MR 3, był zaangażowany w walkę z regularnymi siłami wietnamskimi, bowiem przez jego wschodnie obszary przebiegał Szlak Ho Chi Minha. Z tego też powodu partyzantka była zorganizowana identycznie jak w MR 3.
By wspomóc działania partyzantów od 1964 roku Royal Lao Air Force rozpoczęło loty bojowe, przy czym pierwszymi pilotami uzbrojonych T-28 byli ochotnicy z Tajlandii. Od połowy 1965 roku bezpośredniego wsparcia udzielało też US Air Force i lotnictwo US Navy z lotniskowców. Ponadto w bazach RLAF pojawiła się niewielka liczba instruktorów US AF, którzy głównie uczyli partyzantów jak skutecznie współdziałać z lotnictwem. Niektórzy pilotowali niewielkie samoloty łącznikowe, przeprowadzając kontrole odległych baz w górach. Jeden z nich zginął zestrzelony przez Wietnamczyków.

### Eskalacja działań Pathet Lao

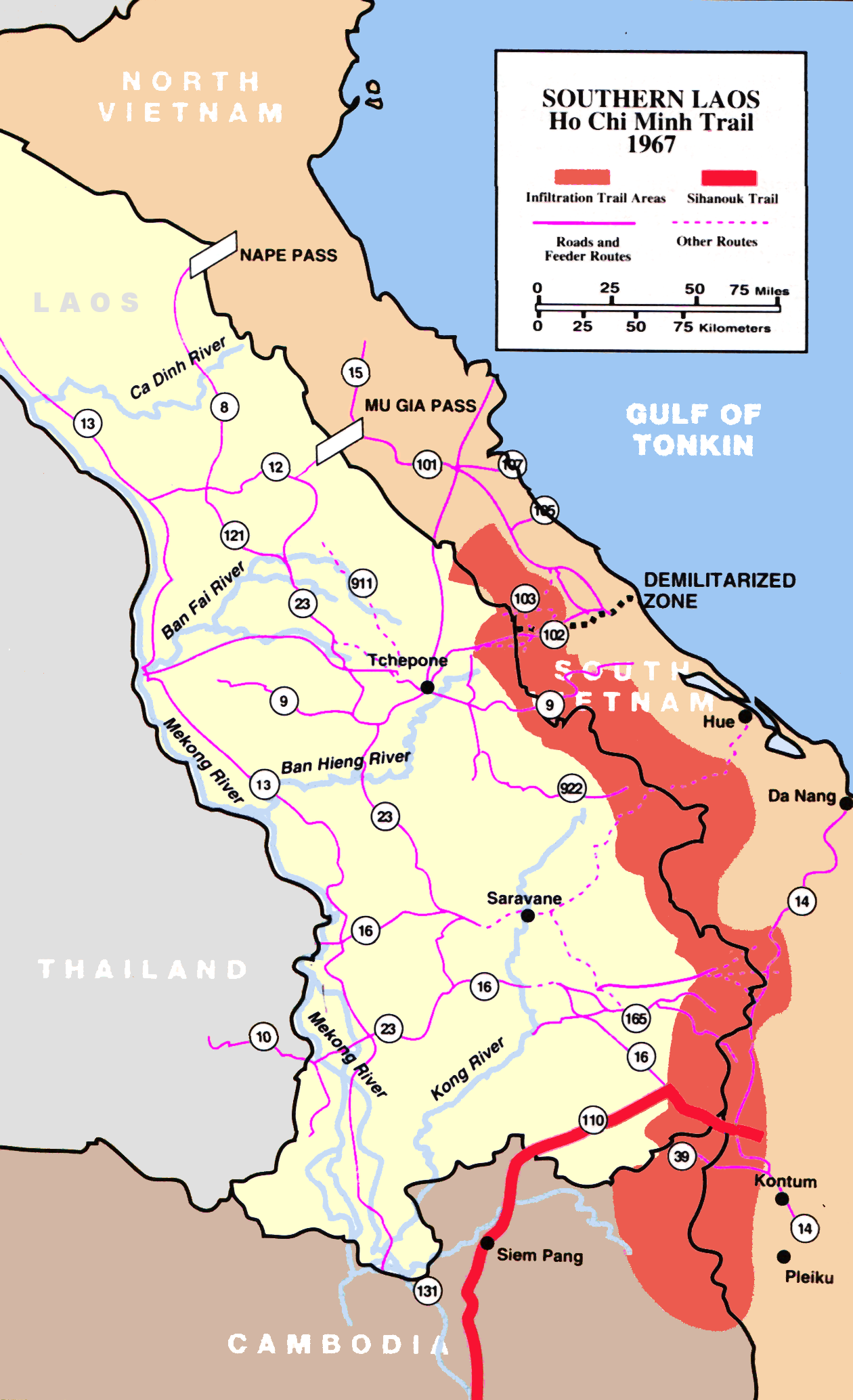
Szlak Ho Chi Minha w Laosie

Do końca 1967 roku przeciw siłom FAR występowały prawie wyłącznie oddziały Pathet Lao, z niewielką pomocą ze strony LAW. Jednak w styczniu 1968 roku ruszyła wietnamska ofensywa Tết, a celem ataku LAW (obok Wietnamu Południowego) stał się Laos. Do pierwszej bitwy doszło w leżącej na północ od Luang Prabang dolinie Nambac, gdzie stacjonowały najlepsze regimenty partyzanckie: GM 11, GM 12, GM 15, GM 19 i GM 25. Stacjonująca w Dien Bien Phu 31 Dywizja LAW przeszła przez góry, otoczyła bazę w dolinie Nambac i zaczęła bombardowanie partyzanckich pozycji. W połowie stycznia baza padła, a oddziały partyzanckie poniosły ogromne straty. Była to największa klęska partyzantki laotańskiej w jej dziejach. W rezultacie władze kazały rozwiązać wszystkie Groupement Mobiles, powracając do batalionów jako największych jednostek bojowych. Ofensywa wojsk LAW trwała nadal. W marcu 776. Pułk Specjalny wdarł się głęboko na terytorium prowincji Sam Neua i zaatakował bazę na szczycie góry Phou Pha Thi, gdzie zniszczyli stację radarową obsługiwaną przez amerykański personel techniczny. Jedenastu Amerykanów zostało zabitych, pozostałych pięciu ewakuowały helikoptery. W ciągu miesiąca regularne oddziały LAW opanowały wszystkie stałe bazy partyzanckie w prowincji Sam Neua i wkroczyły do prowincji Xieng Khouang. W okresie letnich deszczów monsunowych działania ustały, a w listopadzie elementy byłej GM 21 próbowały odebrać Phou Pha Thi, ale bezskutecznie. Elementy 316. Dywizji LAW zdobyły kluczową bazę partyzancką w Nakhang i wkroczyły na Płaskowyż Urn. W tym momencie w Hanoi popełniono błąd, nakazując zdobycie bazy FAN w Muong Soui nad Mekongiem, a tym samym nadmiernie rozciągając linie zaopatrzenia tuż przed rozpoczęciem pory deszczowej. Nadeszło lato, a w sierpniu żołnierze wietnamscy tkwiący na płaskowyżu zaczęli przymierać głodem. Co więcej US Air Force otrzymały zezwolenie na rozpoczęcie nalotów na linie logistyczne Wietnamczyków na wschód od płaskowyżu i to wszystkimi możliwymi środkami.

### Kontrofensywy
Wykorzystując kłopoty LAW na Płaskowyżu Urn, partyzanci z plemienia Hmong podjęli kontrofensywę o kryptonimie Odzyskać honor (laot. Kou Kiet). Uderzenie było dla LAW całkowitym zaskoczeniem. W ręce Laotańczyków wpadły ogromne ilości broni i amunicji wartości milionów USD – największa taka zdobycz w czasie całej II wojny indochińskiej. Partyzanci ścigali pobitych Wietnamczyków aż do granicy, ale dalej nie mogli się posuwać wobec braku lotniczego wsparcia ze strony Amerykanów. W tej sytuacji nastąpiło kontruderzenie dwóch dywizji wietnamskich, które z łatwością odzyskały teren i ponownie wdarły się do straconych prowincji, a w 1971 roku wkroczyły do Kambodży, co spowodowało kontrakcję Amerykanów i ich ponowne pojawienie się w Laosie. Jednakże operacja pod kryptonimem Lam Sơn 719 sprowadzała się do uderzenia sił południowo-wietnamskich (ARVN) od wschodu na Szlak Ho Chi Minha (które wspierał 5. pułk zmechanizowany US Army) i ograniczonych akcji amerykańskiego lotnictwa. Po 46 dniach walk straty poniesione przez ARVN sięgały połowy stanów zaangażowanych jednostek. Operacja laotańska wykazała, że próba wietnamizacji wojny nie powiedzie się bez poprawy zaopatrzenia armii Wietnamu Południowego i bez zapewnienia jej silnego wsparcia lotniczego.

### Ostatnie akcje

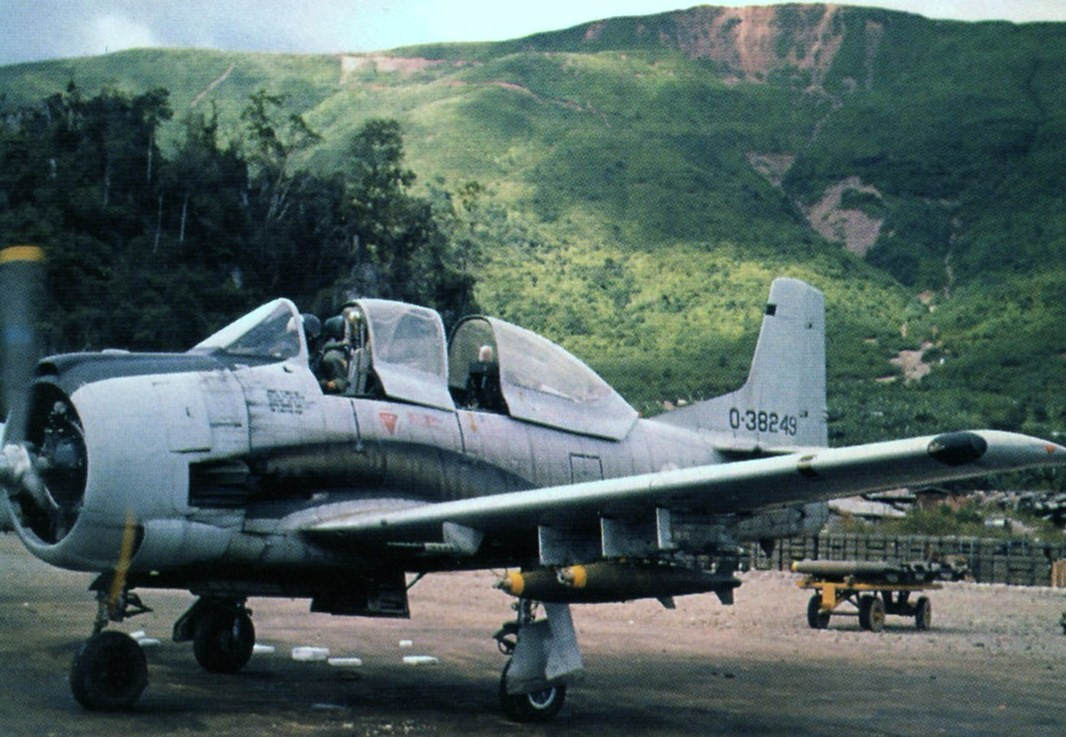
Samolot T-28D-5 na lotnisku Long Tieng, 1972

W czasie pory suchej 1971/72 kombinowane siły Pathet Lao i LAW rozpoczęły działania, których celem było ostateczne opanowanie Płaskowyżu Urn. W walkach brały udział 316 Dywizja Piechoty oraz regimenty 866., 335. i 88., a także dziewięć batalionów sił specjalnych, nie licząc siedmiu batalionów Pathet Lao. W południowym Laosie 968. pułk LAW i siły Pathet Lao zajęły tereny Tha Teng i Lao Nam, wyrzucając FAR z Płaskowyżu Bolovens. 21 maja siły FAR rozpoczęły natarcie celem odebrania płaskowyżu. Bitwa trwała 170 dni (do 15 listopada 1972), a po jej zakończeniu komuniści ogłosili, że zabili 1200 i wzięli do niewoli 80 żołnierzy sił rządowych. Kiedy 30 marca dywizje LAW rozpoczęły w Południowym Wietnamie Ofensywę Nguyễn Huệ (W USA nazywaną Ofensywą Wielkanocną), co wymagało od Amerykanów masowego wsparcia z powietrza, obecność US AF nad Laosem spadła do stanu sprzed 1965 roku. W północnym Laosie komuniści również poczynili pewne postępy w ciągu 1972 roku, ale nie udało im się pokonać sił rządowych, w związku z czym w listopadzie Pathet Lao zgodziło się na przedyskutowanie z rządem królewskim zawieszenia broni.

### Zawieszenie broni
Ostatecznie zawieszenie broni nastąpiło w lutym 1973 roku, zaraz po zawarciu traktatu pokojowego pomiędzy Waszyngtonem i Hanoi. W kwietniu 1974 roku powstał kolejny rząd tymczasowy z księciem Souvanna Phoumą jako premierem. Tym razem jednak siły Pathet Lao kontrolowały większość kraju i po upadku Sajgonu, w kwietniu 1975 roku, ruszyły na stolicę. W grudniu tegoż roku w Wientianie książę Vongsavang wręczył przywódcom Pathet Lao list abdykacyjny króla Savanga Vatthany. Tego samego dnia powstała Ludowo-Demokratyczna Republika Laosu, na czele której stanął książę Souphannavong jako prezydent. Kaysone Phomvihane został premierem i sekretarzem generalnym Laotańskiej Partii Ludowo-Rewolucyjnej.

## Konsekwencje
Po objęciu władzy przez komunistów tysiące obywateli powiązanych z obalonym reżimem zostało aresztowanych i zesłanych do tzw. „obozów reedukacyjnych” w odległych od miast obszarach prowincji Sam Neua. Na rozkaz nowych władz członków rodziny królewskiej wraz z cywilnymi pracownikami dworu również zesłano do obozów koncentracyjnych, gdzie wszyscy – w ciągu kilku następnych lat – w niewyjaśnionych okolicznościach zmarli. Działacze Pathet Lao szczególnie zawzięcie mścili się na góralach z plemienia Hmong, urządzając w górach prawdziwą masakrę. W dwadzieścia dwa lata po zakończeniu wojny w Laosie, 15 maja 1997 roku, Stany Zjednoczone oficjalnie przyznały się do brania w niej udziału (czemu dotąd zaprzeczały), wznosząc na Cmentarzu Arlington w Waszyngtonie pomnik na cześć Amerykanów i Hmongów poległych w tym konflikcie. Po następnych kilku latach, pod naciskiem działaczy ruchu obrony praw człowieka, rząd USA zrewidował swą długoletnią politykę odmawiania praw uchodźczych Hmongom, którzy zbiegli pod koniec wojny z Laosu i znaleźli się w obozach dla uchodźców w Tajlandii. W rezultacie ponad piętnaście tysięcy Hmongów uzyskało prawa azylanckie w Ameryce, gdzie zostali skierowani na osiedlenie w stanach Kalifornia, Minnesota i Wisconsin.